# 11820 Mikiyasato
A 11820 Mikiyasato (ideiglenes jelöléssel (11820) 1981 EP38) a Naprendszer kisbolygóövében található aszteroida. Schelte J. Bus fedezte fel 1981. március 1-jén.

## Kapcsolódó szócikk
- Kisbolygók listája (11501–12000)